# Лемзагорі
Лемзагорі (груз. ლემზაგორი) — село в Грузії.
За даними перепису населення 2014 року в селі проживає 79 особа.